# Крупское (Челябинская область)
Кру́пское — село в Нагайбакском районе Челябинской области России. Входит в состав Переселенческого сельского поселения.

## История
Населённый пункт возник в 1963 году как посёлок 5-го отделения совхоза «Гумбейский».

## Население
| 2002 | 2010 |
| ---- | ---- |
| 311  | ↘242 |

## Улицы
- ул. Лесная,
- ул. Придорожная,
- ул. Степная.